# Juntas Superiores de los Cuerpos Comunes de las Fuerzas Armadas
Las Juntas Superiores de los Cuerpos Comunes de las Fuerzas Armadas (el Cuerpo Jurídico Militar, el Cuerpo Militar de Intervención, el Cuerpo Militar de Sanidad y el Cuerpo de Músicas Militares) son órganos colegiados asesores y consultivos del ministro de Defensa y del subsecretario de Defensa de España.

## Composición
La composición de cada una de las Juntas es la siguiente:
- El Ministro de Defensa, quien las preside.
- El Subsecretario de Defensa, quien preside sus reuniones cuando no asista a ellas el ministro de Defensa.
- Los vocales natos y, en su caso, accidentales.
- El secretario, cargo que corresponde al vocal nato de menor empleo y antigüedad.

Cuando no asistan a las reuniones de las Juntas ni el ministro de Defensa ni el subsecretario de Defensa, asistirá y presidirá dichas Juntas el director general de Personal.

## Competencias
Corresponde a cada Junta Superior, en lo que afecte a su Cuerpo respectivo:
- Emitir informe en aquellos asuntos que someta a su consideración expresa el ministro de Defensa o el Subsecretario de Defensa.
- Efectuar las evaluaciones para el ascenso al empleo de General de Brigada.
- Emitir informe de los expedientes sobre las evaluaciones extraordinarias para determinar la existencia de insuficiencia de facultades profesionales, a efectos de la limitación para ocupar determinados destinos, del pase a retiro o de la resolución del compromiso.
- Informar las evaluaciones para los ascensos a los empleos de Coronel Músico, Teniente Coronel de la Escala de Oficiales, Suboficial Mayor y Capitán de los Militares de Complemento.
- Informar de las evaluaciones realizadas para el ascenso por selección y antigüedad.
- Informar sobre la relación de personal propuesto para asistir a los cursos de capacitación para el desempeño de los cometidos en la categoría de Oficiales Generales y en los empleos de Teniente Coronel de las Escalas de Oficiales y de Suboficial Mayor.
- Ser oído en los expedientes disciplinarios extraordinarios que afecten al personal de los Cuerpos Comunes.
- Informar las propuestas para la concesión de empleos con carácter honorífico.
- Cualesquiera otras competencias que le puedan ser atribuidas por el ordenamiento jurídico.